# Francisco Javier Álvarez Guisasola
Francisco Javier Álvarez Guisasola (n. 1947) es un catedrático, médico y político español.

## Biografía
Nació el 6 de octubre de 1947 en la localidad de Lugones, provincia de Oviedo.
Catedrático de Pediatría de la Universidad de Valladolid (UVA) desde 1986, fue rector de esta entre 1994 y 1998.
Convertido en viceconsejero de Educación de la Junta de Castilla y León en 2001, en 2003 ascendió a consejero; durante su mandato y el de su sucesor, Juan José Mateos Otero, se trató de postergar lo máximo posible la implantación del área de Educación para la Ciudadanía en la comunidad autónoma.
Tras su salida de la Consejería de Educación, pasó a desempeñar, entre 2007 y 2011, el cargo de consejero de Sanidad del tercer ejecutivo autonómico de Juan Vicente Herrera.

## Distinciones
- Gran Cruz del Mérito Militar, con distintivo blanco (1998)[4]